# Cymbidium longipes
Cymbidium longipes är en orkidéart som beskrevs av Zhong Jian Liu och J.N.Zhang. Cymbidium longipes ingår i släktet Cymbidium, och familjen orkidéer. Inga underarter finns listade i Catalogue of Life.